# Doonagore Castle
Doonagore Castle er et rundt beboelsestårn fra 1500-tallet med en lille mur omkring, som ligger omtrent 1 km syd for landsbyen Doolin i County Clare, Irland. Navnet er muligvis afledt af Dún na Gabhair, hvilket betyder "fortet på de runde bakker" eller "gede-fortet".
Fæstningen er i privateje og ikke åben for offentligheden.